# Первомайский (Саракташский район)
Первомайский — упразднённый хутор в Саракташском районе Оренбургской области. На момент упразднения входил в состав сельского поселения Бурунчинский сельсовет. Исключён из учётных данных в 2000 году.

## География
Располагался на левом берегу реки Большой Ик, на расстоянии, примерно, 1,5 километра к северо-востоку от села Бурунча. Состоял из двух обособленных территорий: хутора Первомайский (быв. Первое Мая, Кожай) и хутора Лагерный (Лагерь).

## История
По данным на 1939 год в составе Бурунчинского сельсовета Саракташского района Чкаловской области входили хутора Первомайка и Лагерный. На хуторах действовал колхоз «1-е Мая». В 1960-е годы хутора были объеденины в единый населённый пункт посёлок Первомайский. Посёлок являлся отделением колхоза «Заветы Ильича».
Постановление Законодательного Собрания Оренбургской области от 19 июля 2000 года деревня исключена из учётных данных.